# Truxton
Truxton és una població dels Estats Units a l'estat de Missouri. Segons el cens del 2000 tenia 96 habitants.

## Demografia
Segons el cens del 2000, Truxton tenia 96 habitants, 35 habitatges, i 28 famílies. La densitat de població era de 154,4 habitants per km².
Dels 35 habitatges en un 31,4% hi vivien nens de menys de 18 anys, en un 54,3% hi vivien parelles casades, en un 14,3% dones solteres, i en un 20% no eren unitats familiars. En el 14,3% dels habitatges hi vivien persones soles el 14,3% de les quals corresponia a persones de 65 anys o més que vivien soles. El nombre mitjà de persones vivint en cada habitatge era de 2,74 i el nombre mitjà de persones que vivien en cada família era de 2,79.
Per edats la població es repartia de la següent manera: un 20,8% tenia menys de 18 anys, un 6,3% entre 18 i 24, un 32,3% entre 25 i 44, un 26% de 45 a 60 i un 14,6% 65 anys o més.
L'edat mediana era de 38 anys. Per cada 100 dones de 18 o més anys hi havia 105,4 homes.
La renda mediana per habitatge era de 40.625 $ i la renda mediana per família de 40.938 $. Els homes tenien una renda mediana de 28.125 $ mentre que les dones 33.750 $. La renda per capita de la població era de 15.901 $. Entorn del 4,5% de les famílies i el 7% de la població estaven per davall del llindar de pobresa.

## Poblacions més properes
El següent diagrama mostra les poblacions més properes.